# Red Ants Rychenberg Winterthur
Red Ants Rychenberg Winterthur, kortweg Red Ants, is een dames-unihockeyclub uit Winterthur, Zwitserland. Ze werden in 1986 opgericht dan afdeling van het HC Rychenberg Winterthur. Ze hebben afgesplitst in 2000 door HC Rychenberg. Sinds het ontstaan van de bond is Red Ants actief in de hoogste Zwitserse klasse, de Nationalliga A. Het is de succesvolste club uit de Zwitserse dames-floorballhistorie.

## Erelijst

### als dames-afdeling van de HC Rychenberg
- Landskampioen

1987, 1988, 1989, 1991, 1992, 1993, 1994, 1995, 1996, 1997, 1998, 1999, 2000
- Swiss Mobiliar Cup (Beker van Zwitserland)

1987, 1991, 1993, 1998, 1999, 2000
- Europacup

Finalist: 1994, 1998, 2000
Derde: 1995, 1996, 1997

### als Red Ants Rychenberg
- Landskampioen

2001, 2002, 2004, 2005, 2011
- Swiss Mobiliar Cup (Beker van Zwitserland)

2001, 2004, 2005, 2010, 2011, 2012
- Europacup

2005
Finalist: 2001, 2002, 2003
Derde: 2006, 2010